# Ванзе (станция)
Ва́нзе (также Берлин - Ва́нзе) (нем. Bahnhof Berlin-Wannsee) — железнодорожная станция, расположенная в восточной части одноименного района Берлина, недалеко от озера Большое Ванзе. Вокзал является достаточно крупным пунктом вне- и внутригородского сообщения юго-восточной части города, обслуживая региональные поезда Deutsche Bahn и Берлинской городской электрички.

## История
Станция была открыта в 1874 году одновременно с запуском ветки между Целендорфом и Грибницзе. Изначально станция называлась Ваннензе, современное название появилось в 1878 году. Первым зданием вокзала служил павильон, привезённый с Венской выставки, в котором состоялся совместный завтрак императоров Вильгельма I, Франца Иосифа I и Александра II. В 1927—1928 годах он был заменен на новое сооружение в стиле экспрессионизма, построенное по проекту Рихарда Брандемана. Типичными элементами, присущими этому стилю, являются многоугольные окна и двери.
С 11 июня 1928 года вокзал стал использоваться на линии Берлинской городской электрички, соединяющей Потсдам и Эркнер.

## Движение сегодня
После открытия Центрального вокзала Берлина в 2006 году региональное сообщение несколько сократилось. Остался один поезд InterCity, раз в сутки отправляющийся в Котбус. Также на Ванзе останавливается ночной поезд, следующий в Мюнхен.
Через станцию Ванзе также проходят две ветки городской электрички: S1 (от Ораниенбурга до Потсдама) и S7 (от Ванзе до Аренсфельде).